# Präsidentensuite

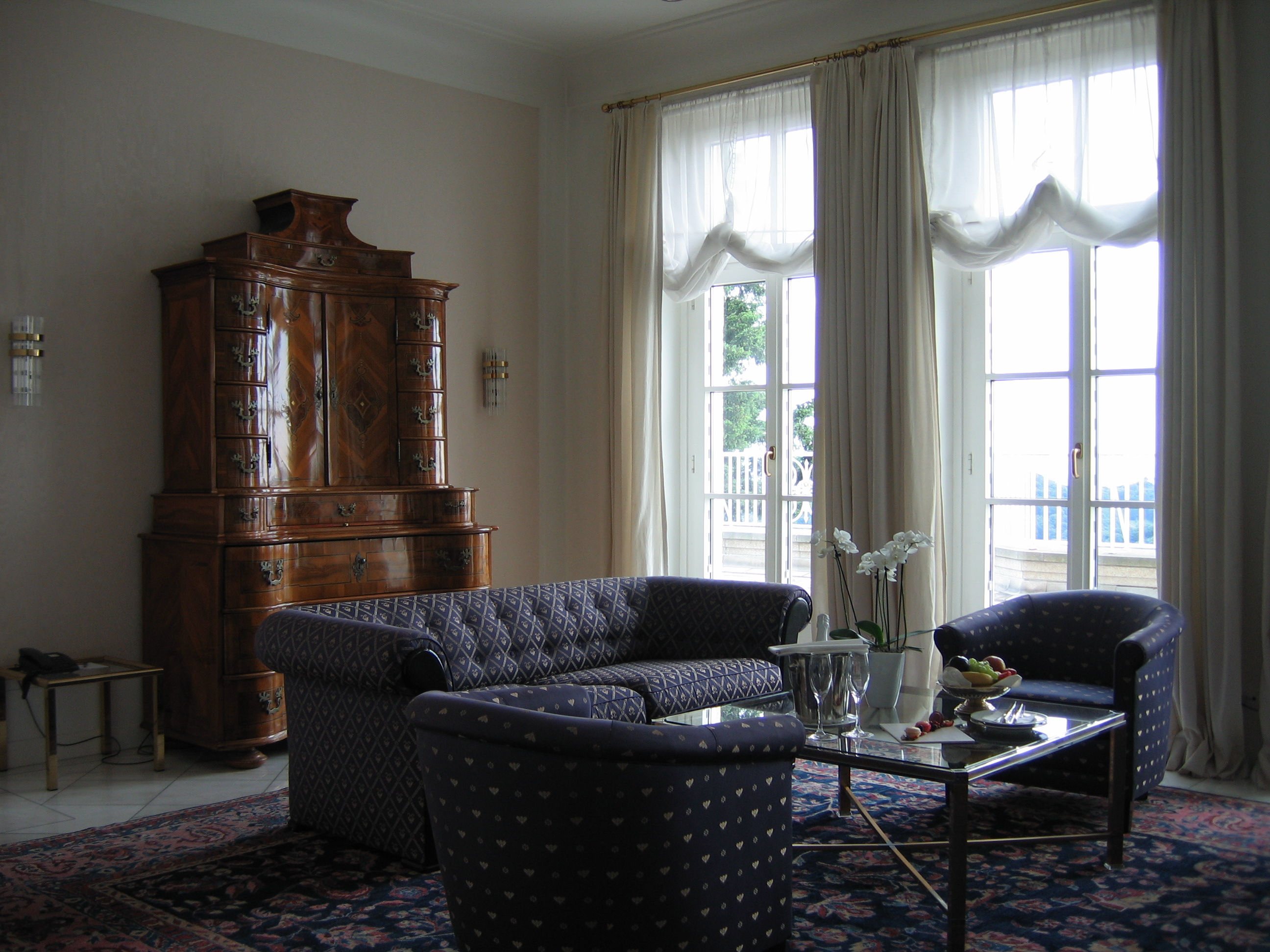
Seitenflügel der Präsidentensuite im Bundesgästehaus in Königswinter

Eine Präsidentensuite stellt zumeist die größte Suite innerhalb eines Luxushotels dar. Zur Verfügung stehen können dabei ein eigener Butler, ein Pool, eine Sauna oder auch ein Klavier. Meistens besteht auch die Möglichkeit, Präsidentensuiten durch Verbindungstüren mit anderen Hotelzimmern zu erweitern. So lässt sich beispielsweise Personal direkt in Reichweite unterbringen.
Der Name kommt ursprünglich daher, dass amerikanische Präsidenten bei ihren Aufenthalten meistens in der größten Suite eines Hauses untergebracht werden. Die Präsidentensuite des Kölner Hyatt-Hotels trägt beispielsweise den Namen „John F. Kennedy Präsidentensuite“.
Die mit Abstand teuerste deutsche Präsidentensuite befindet sich im Berliner Hotel Adlon. Sie ist durch besondere Sicherheitseinrichtungen geschützt, unter anderem mit eigenem Aufzug und schusssicheren Fenstern.